# Гейден Баєрлі
Гейден Баєрлі (англ. Hayden Byerly; нар. 11 жовтня 2000, Лейквуд, Колорадо, США) — американський актор, відомий роллю Джуда Фостера в серіалі «Фостери».

## Біографія
Народився Лейквуді, Колорадо, США, але його дитинство проходило в Літлтоні. У нього є молодший брат.

## Кар'єра
Кар'єру актор розпочав у 2011 році з ролі запрошеної зірки в серіалі «Зік і Лютер», перед тим у 2010 він виборов перемогу на національному конкурсі талантів. Після ролі у фільмі жахів «11/11/11» юний актор зіграв хлопчика Макі, прикутого до інвалідного візка, в телепроєкті «Батьки». У 2013 Баєрлі був залучений до озвучування персонажа в анімаційному серіалі «Софія Прекрасна». У тому ж році він приєднався до основного акторського складу телепроєкту «Фостери». Гейден отримав роль рідного брата Каллі (Мая Мітчелл), якого всиновила лесбійська пара.

## Фільмографія
| Рік       |    | Українська назва | Оригінальна назва | Роль         |
| --------- | -- | ---------------- | ----------------- | ------------ |
| 2011      | с  | Зік і Лютер      | Zeke and Luther   | Ветзель      |
| 2011      | ф  | 11/11/11         | 11/11/11          | Натан Велс   |
| 2012—2013 | с  | Батьки           | Parenthood        | Макі Ватсон  |
| 2013      | мс | Софія Прекрасна  | Sofia the First   | принц Густав |
| 2013—2017 | с  | Фостери          | The Fosters       | Джуд Фостер  |

### Відео ігри
| Рік  | Назва                                 | Роль                  | Примітки  |
| ---- | ------------------------------------- | --------------------- | --------- |
| 2012 | Call of Duty: Black Ops II            | Девід Мейсон в юності | озвучення |
| 2013 | Lightning Returns: Final Fantasy XIII | ріжні ролі            | озвучення |
| 2016 | Lego Marvel's Avengers                | Гарлі Кінер           | озвучення |